# 烏利亞尼夫卡 (瓦西利基夫卡區)
48°14′12″N 35°58′21″E / 48.23667°N 35.97250°E
烏利亞尼夫卡（烏克蘭語：Улянівка），是位於烏克蘭中部的村落，隸屬第聶伯羅彼得羅夫斯克州的錫內利尼科韋區。該村處於沃夫恰河左岸，分別距離新伊萬尼夫卡0.5公里和帕拉夫達1.5公里，2001年人口21。